# モーリス・ポドロフ
モーリス・ポドロフ（イディッシュ語: מוריס פודולוף; 1890年8月18日 - 1985年11月24日）は、アメリカの弁護士で、バスケットボールとアイスホッケーの管理者であった。彼は、1946年から1949年にかけてバスケットボール・アソシエーション・オブ・アメリカ (BAA) の会長を務め、1949年から1963年にかけてナショナル・バスケットボール・アソシエーション (NBA) の会長を務めた。